# Cody (Nebraska)
Cody – wieś w Stanach Zjednoczonych, w stanie Nebraska, w hrabstwie Cherry.